# Diócesis de Auchi
La diócesis de Auchi (en latín: Dioecesis Auchiana y en inglés: Roman Catholic Diocese of Auchi) es una circunscripción eclesiástica de la Iglesia católica en Nigeria. Se trata de una diócesis latina, sufragánea de la arquidiócesis de Ciudad de Benín. Desde el 6 de noviembre de 2002 su obispo es Gabriel Ghiakhomo Dunia.

## Territorio y organización
La diócesis tiene 6116 km² y extiende su jurisdicción sobre los fieles católicos de rito latino residentes en el estado de Edo en las áreas de gobierno local de: Etsako West, Etsako Central, Etsako East, Owan West, Owan East y Akoko-Edo.
La sede de la diócesis se encuentra en la ciudad de Auchi, en donde se halla la Catedral de la Inmaculada Concepción.
En 2020 en la diócesis existían 56 parroquias.

## Historia
La diócesis fue erigida el 6 de noviembre de 2002 con la bula Omnium fidelium del papa Juan Pablo II, obteniendo el territorio de la arquidiócesis de Ciudad de Benín.

## Estadísticas
Según el Anuario Pontificio 2021 la diócesis tenía a fines de 2020 un total de 120 800 fieles bautizados.
| Año                                                                             | Población            | Población | Población      | Sacerdotes | Sacerdotes    | Sacerdotes    | Bautizados por sacerdote | Diáconos permanentes | Religiosos | Religiosos | Parroquias |
| Año                                                                             | Bautizados católicos | Total     | % de católicos | Total      | Clero secular | Clero regular | Bautizados por sacerdote | Diáconos permanentes | Varones    | Mujeres    | Parroquias |
| ------------------------------------------------------------------------------- | -------------------- | --------- | -------------- | ---------- | ------------- | ------------- | ------------------------ | -------------------- | ---------- | ---------- | ---------- |
| 2002                                                                            | 63 480               | 723 905   | 8.8            | 39         | 37            | 2             | 1627                     |                      | 2          | 23         | 14         |
| 2003                                                                            | 64 000               | 800 000   | 8.0            | 36         | 34            | 2             | 1777                     |                      | 2          | 19         | 16         |
| 2004                                                                            | 65 000               | 800 200   | 8.1            | 32         | 30            | 2             | 2031                     |                      | 2          | 31         | 16         |
| 2006                                                                            | 67 000               | 807 000   | 8.3            | 31         | 29            | 2             | 2161                     |                      | 2          | 33         | 17         |
| 2012                                                                            | 100 403              | 890 000   | 11.3           | 56         | 53            | 3             | 1792                     |                      | 5          | 32         | 36         |
| 2015                                                                            | 110 889              | 998 505   | 11.1           | 68         | 66            | 2             | 1630                     |                      | 44         | 54         | 43         |
| 2018                                                                            | 118 300              | 1 035 285 | 11.4           | 88         | 86            | 2             | 1344                     |                      | 15         | 71         | 51         |
| 2020                                                                            | 120 800              | 1 203 000 | 10.0           | 94         | 92            | 2             | 1285                     |                      | 22         | 93         | 56         |
| Fuente: Catholic-Hierarchy, que a su vez toma los datos del Anuario Pontificio. |                      |           |                |            |               |               |                          |                      |            |            |            |

## Episcopologio
- Gabriel Ghiakhomo Dunia, desde el 6 de noviembre de 2002